# 劉仲熹
劉仲熹（？—？），号石壺，江西吉安府廬陵縣民籍安福县人，明末政治人物，同進士出身。

## 生平
萬曆二十八年（1600年）庚子科江西鄉試第六名舉人，萬曆四十七年（1619年）己未科三甲一百八十名進士，兵部觀政，四十八年授巴陵縣知縣。

## 家族
曾祖劉潜，累贈太仆少卿。祖父劉朝傑，通判。父劉士理，壬子舉人。